# Louis Jules Trochu
Louis Jules Trochu (phát âm tiếng Pháp: [lwi ʒyl tʁɔʃy]; 12 tháng 3 năm 1815 – 7 tháng 10 năm 1896) là chính trị gia và tướng lĩnh quân đội người Pháp. Ông là Chủ tịch Chính phủ Vệ quốc—nguyên thủ quốc gia trên thực tế của Pháp—từ 4 tháng 9 năm 1870 đến khi ông từ chức vào 22 tháng 1 năm 1871.